# Gabriele Beyer
Gabriele Beyer (geboren 1961 in Hannover) ist eine deutsche Juristin, Richterin und Gerichtspräsidentin.

## Beruflicher Werdegang
Beyer war seit 1992 als Richterin am Sozialgericht Hannover tätig. 2001 wechselte sie an das Landessozialgericht Niedersachsen-Bremen. 2006 wurde sie Direktorin des Sozialgerichts Lüneburg und blieb dies bis zu ihrem Amtsantritt als Präsidentin des Sozialgerichts Hannover im Februar 2013.
Am 13. März 2013 wurde die Juristin vom Landtag zum Mitglied des Niedersächsischen Staatsgerichtshofs gewählt. 128 der 136  gültigen Stimmen waren Ja-Stimmen für Gabriele Bayer. Ihre Amtszeit endete Anfang Mai 2020.

## Ämter und Mitgliedschaften
- Beiratsmitglied der Juristischen Studiengesellschaft Hannover[4]